# 圣西尔韦斯特
圣西尔韦斯特（法語：Saint-Sylvestre，法語發音：[sɛ̃ silvɛstʁ] ⓘ）是法国新阿基坦大区上维埃纳省的一个市镇，属于利摩日区。

## 地理
圣西尔韦斯特（45°59'45"N, 1°22'37"E）面积30.91 平方千米，位于法国新阿基坦大区上维埃纳省，该省份为法国中西部省份，北起顺时针与安德尔省、克勒兹省、科雷兹省、多爾多涅省、夏朗德省和维埃纳省接壤。
与圣西尔韦斯特接壤的市镇（或旧市镇、城区）包括：昂巴扎克、博纳克拉科特、孔普雷尼亚克、拉泽、圣莱热拉蒙塔涅。

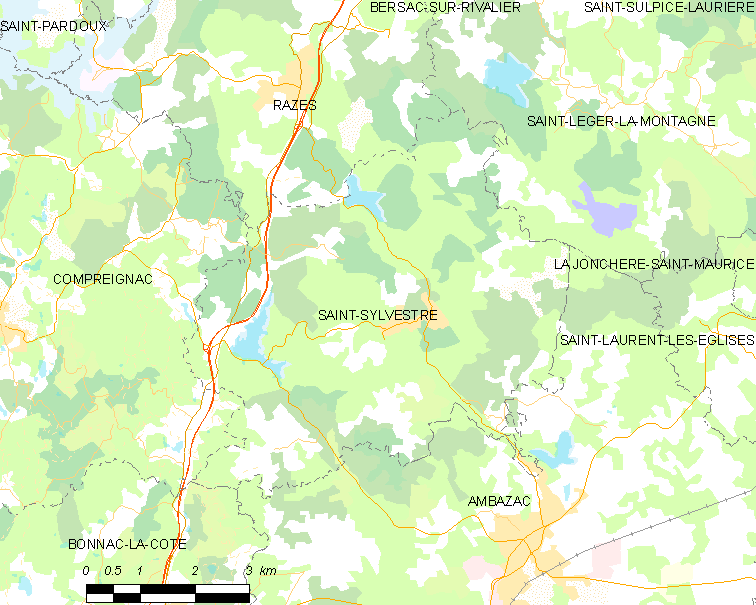
圣西尔韦斯特的OSM定位图

圣西尔韦斯特的时区为UTC+01:00、UTC+02:00（夏令时）。

## 行政
圣西尔韦斯特的邮政编码为87240，INSEE市镇编码为87183。

## 政治
圣西尔韦斯特所属的省级选区为昂巴扎克县。

## 人口

1962-2008年间圣西尔韦斯特人口变化图示

圣西尔韦斯特于2022年1月1日时的人口数量为922人。